# Celebration (Florida)

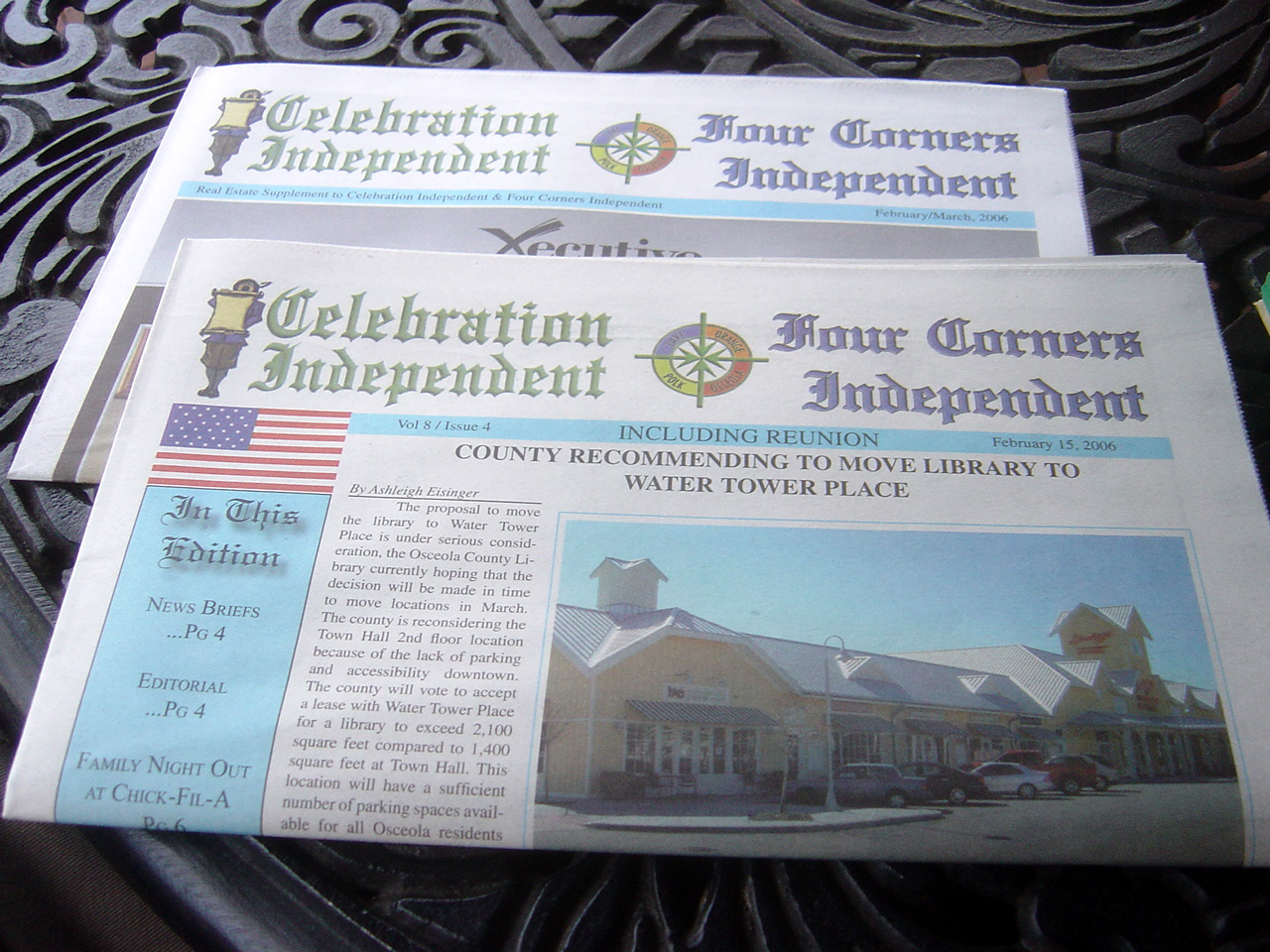
El Celebration Independent es el periódico de Celebration.

Celebration es un lugar designado por el censo ubicado en el condado de Osceola en el estado estadounidense de Florida. En el Censo de 2010 tenía una población de 7427 habitantes y una densidad poblacional de 271,68 personas por km². La comunidad fue planeada por The Walt Disney Company.

## Geografía
Celebration se encuentra ubicado en las coordenadas 28°18′32″N 81°32′57″O / 28.30889, -81.54917. Según la Oficina del Censo de los Estados Unidos, Celebration tiene una superficie total de 27.34 km², de la cual 27,29 km² corresponden a tierra firme y (0,18%) 0,05 km² es agua.

## Demografía
Según el censo de 2010, había 7427 personas residiendo en Celebration. La densidad de población era de 271,68 hab./km². De los 7427 habitantes, Celebration estaba compuesto por el 91,03% blancos, el 1,52% eran afroamericanos, el 0,24% eran amerindios, el 3,23% eran asiáticos, el 0,04% eran isleños del Pacífico, el 1,68% eran de otras etnias y el 2.25% pertenecían a dos o más etnias. Del total de la población el 11,22% eran hispanos o latinos de cualquier etnia.

## Educación

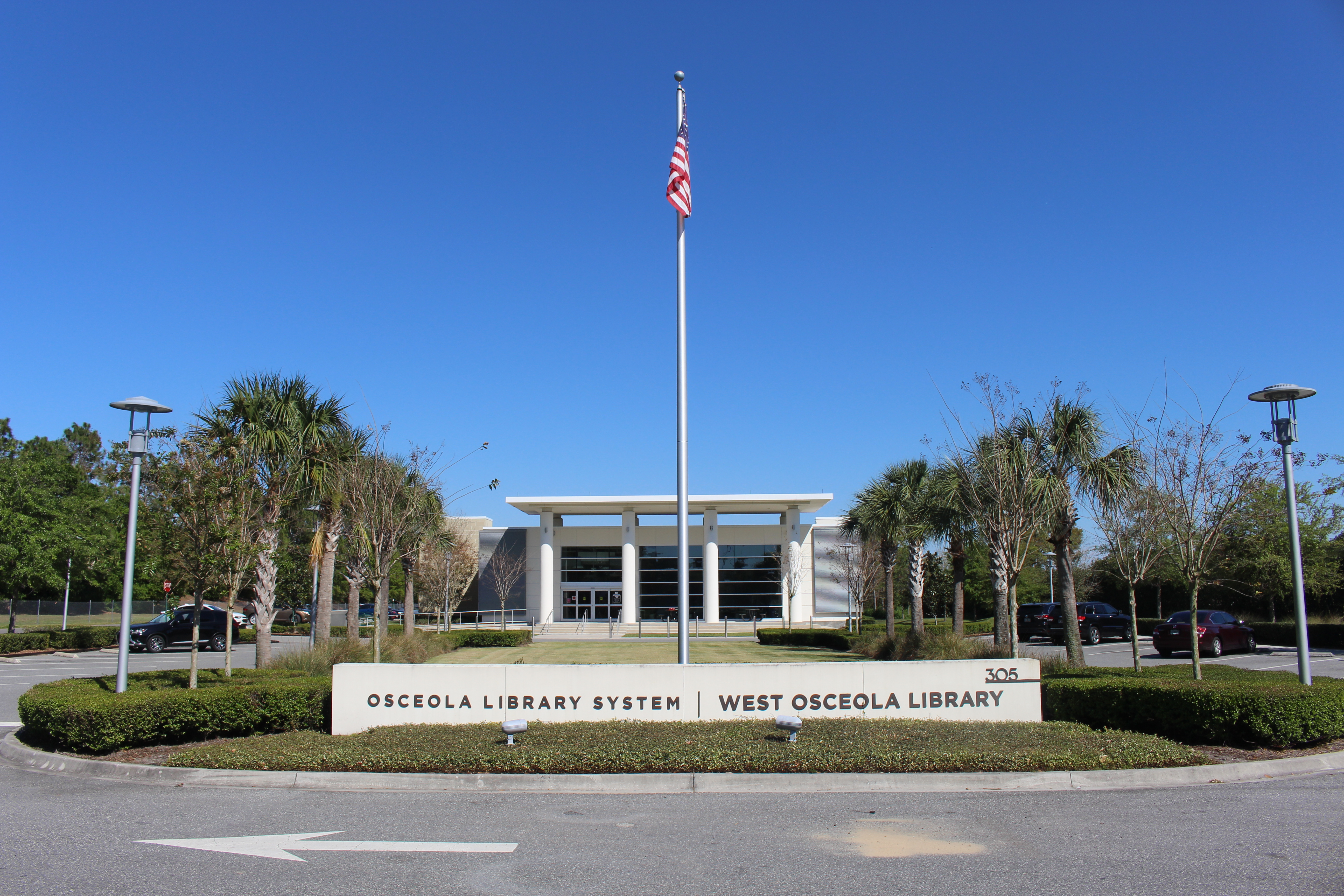
Biblioteca Sucursal de West Osceola, en Celebration.

El Distrito Escolar del Condado Osceola, Florida gestiona escuelas públicas.